# طواف نوبيلي 2015
طواف نوبيلي 2015 (بالإيطالية: Gran Premio Nobili Rubinetterie 2015 )‏ هو سباق دراجات هوائية، وهو الموسم رقم 18 من نفس السباق، وأقيم في 19 مارس 2015، وامتدّ لمسافة 187.5 كيلومتر، وهو أحد سباقات طواف أوروبا للدراجات 2015، وقد شارك في السباق 169 متسابقاً، ووصل إلى نهايته 141 متسابقاً.
فاز فيه بالمركز الأول جياكومو نيزولو، وبالمركز الثاني سيمون بونزي، وبالمركز الثالث ماركو هالر.

## الفرق
| فرق عالمية (7)- AG2R La Mondiale - Cannondale-Garmin - FDJ - Katusha - Movistar Team - Orica-GreenEDGE - Trek Factory Racing فرق قارية محترفة (9)- أندروني جوكاتولي-سيدرمك 2015 ‏ - كاجا رورال-سيغوروس 2015 ‏ - CCC Development Team ‏ - Colombia (cycling team) ‏ - دراباك 2015 ‏ - نيبو-فيني فانتيني-يوربا أوفيني ‏ - تيم نوفو نورديسك ‏ - غازبروم روسفيلو ‏ - ساوث إيست 2015 ‏ فرق قارية (5)- D'Amico–UM Tools ‏ - GM Europa Ovini ‏ - Team Idea 2010 ASD ‏ - MG.K vis Colors for Peace ‏ - Trevigiani Phonix–Hemus 1896 ‏ فريق وطني- فريق إيطاليا لركوب الدراجات 2015 ‏ |  |
| |  |

## وصلات خارجية
- الموقع الرسمي
- طواف نوبيلي 2015 على موقع إحصائيات الدراجات الإحترافية (الإنجليزية)